# Omar Minaya
Omar Teodoro Antonio Minaya Sánchez (Mao, 10 de noviembre de 1958) es un ejecutivo del béisbol de origen dominicano, actual asistente especial del gerente general de los Mets de Nueva York, Sandy Alderson. Anteriormente, Minaya se desempeñó como Gerente General de los Expos de Montreal y los Mets de Nueva York.

## Primeros años
Nacido en Mao, Valverde, República Dominicana, se mudó a Elmhurst, en Queens, Nueva York a la edad de ocho años y se crio en Corona. Minaya fue un jugador estelar de béisbol en Newtown High School en Elmhurst.

## Como beisbolista
Minaya fue reclutado por los Atléticos de Oakland en la 14.ª ronda (342a en total) del Draft de las Grandes Ligas de Béisbol de 1978. Tuvo una carrera corta en las ligas menores, así como temporadas tanto en la República Dominicana como en Italia.

## Carrera gerencial
Después que las lesiones terminaran su carrera como jugador, Minaya se unió al scouting team de los Rangers de Texas en 1985, donde ayudó en la firma de jugadores como Sammy Sosa y Juan González.

### New York Mets
A mediados de la década de 1990, Minaya dejó Texas y regresó a su ciudad para unirse al personal de los Mets de Nueva York, trabajando como Asistente del Gerente General detrás de Steve Phillips y siendo en parte responsable del exitoso equipo a finales de la década de 1990. Minaya se convirtió en el primer hispano en ocupar un puesto de gerente general en las Grandes Ligas cuando se fue de los Mets a principios de 2002 para aceptar la posición de Gerente General con los Expos de Montreal. Regresó a los Mets como director general después de la temporada 2004.
Minaya y los Mets fueron presentados en la portada de la revista Sports Illustrated el 18 de junio de 2007. El artículo se centraba en la crianza de Minaya en la República  Dominicana y Queens, así como su breve carrera de ligas menores, sus dos años jugando béisbol profesional en Toscana, y su tiempo como un scout internacional en la organización de los Rangers.

### Montréal Expos
En el momento de la llegada de Minaya a Montreal, los Expos adquiridos conjuntamente por los otros 29 equipos de la Liga Mayor de Béisbol. Este inusualnegocio fue llevado a cabo después de un período de rumores sobre la posible compra de los Marlins de Florida por parte del expropietario de los Expos Jeffrey Loria. Con la base de fanes en rápido descenso y la especulación de que el equipo sería trasladado, Minaya se vio obligado a trabajar con recursos financieros limitados. A pesar de estas limitaciones, Minaya fue agresivo en su intento de hacer que los Expos fueran un equipo competidor. El 27 de junio de 2002, Minaya canjeó a Cliff Lee (futuro ganador del Cy Young y dos veces All-Star), Grady Sizemore (futuro tres veces All-Star, 2 veces ganador del Guante de Oro y Bate de Plata), Brandon Phillips (futuro All-Star y dos veces ganador del Guante de Oro) y Lee Stevens a los Indios de Cleveland por Bartolo Colón. El 11 de julio, adquirió a Cliff Floyd de los Marlins sólo para canjearlo con los Medias Rojas de Boston por Sun-Woo Kim y un jugador de ligas menores a finales del mes. Los Expos de 2002 terminaron con marca de 83-79 y con el segundo lugar en el Este de la Liga Nacional.
Después de otro récord de 83-79 y la salida de la estrella Vladimir Guerrero en el año 2003, los Expos se fueron 67-95 en 2004 en medio de reportes de que su futuro en Montreal pronto terminaría. Cuando se anunció que los Expos se trasladarían a Washington D. C. para la temporada 2005, Minaya se enteró de que con el cambio vendría una nueva gerencia y posición de coaching.
El canje con Bartolo Colón hecho por Minaya a mitad de temporada como director general de los Expos podría decirse que es parte de uno de los peores canjes en la historia, ya que incluía el ganador del Cy Young 2008 Cliff Lee y los futuros All-Stars Brandon Phillips y Grady Sizemore. Minaya también se desprendería en otro canje desafortunado de una serie de jugadores jóvenes que iban a disfrutar de un éxito considerable al alcanzar el nivel de Grandes Ligas. Estos incluyen:
Jason Bay (Novato del Año 2004, All-Star en 2005, 2006 y 2009, entre los 25 mejores en las votaciones al MVP 2005 y 2006)

Carl Pavano (All-Star 2004 y candidato al Premio Cy Young)

Chris Young (All-Star 2007)

### Retorno a los Mets
Después de que los Mets continuaran luchando por concluir la temporada 2004, su propietario Fred Wilpon le pidió a Minaya que se convertiera en gerente general del equipo. En su primera temporada baja, Minaya realizó dos importantes firmas de agentes libres, añadiendo al lanzador Pedro Martínez y al jardinero Carlos Beltrán. Firmando a Martínez ayudó a aumentar la conciencia de los Mets en América Latina, llevando a Minaya a notar que Martínez fue "un tipo que hazo la marca." Bajo el nuevo mánager Willie Randolph, los Mets merojaron de 71 victorias en 2004 a 83 victorias en 2005, permaneciendo en la búsqueda de la postemporada hasta la última semana de la temporada.
el trabajo de Minaya en la temporada baja 2005 le daría forma a la franquicia, añadiendo al cerrador Billy Wagner, el primera base Carlos Delgado y al veterano receptor Paul Lo Duca. También fortaleció la banca mediante la adición del utility player José Valentín, el primera base dominicano Julio Franco y el jardinero venezolano Endy Chávez. Las adquisiciones al Bullpen incluyeron a Chad Bradford, Jorge Julio, y Duaner Sánchez. A pesar de las adiciones de veteranos, Minaya fue capaz de limitar la nómina canjeando a Mike Cameron a los Padres de San Diego por Xavier Nady y Kris Benson a los Orioles de Baltimore por Julio Jorge y John Maine.
Los beneficios del trabajo de Minaya se hizo evidente en 2006 cuando los Mets ganaron el Este de la Liga Nacional por 12 partidos, terminando primero como mejores en la Liga Nacional y empatando en Grandes Ligas, con 97 victorias. Durante la temporada, el equipo de Minaya fortaleció el equipo haciendo canjes adicionales, adquiriendo a Orlando Hernández (por Jorge Julio) y el mexicano Oliver Pérez y Roberto Hernández (por Xavier Nady) y canjeando además al segunda base Kazuo Matsui.
Sin embargo, no todas las transacciones de Minaya funcionó a favor de los Mets. Los Mets firmaron a Moisés Alou con múltiples contratos lucrativos, pero Alou estuvo plagado de lesiones durante su carrera con los Mets. Minaya también intercambió varios lanzadores jóvenes que muchos fanes creían que podría haber ayudado a los Mets a evitar su declive histórico a final de la temporada 2007. En noviembre de 2006, Minaya envió a Heath Bell y Royce Ring a los Padres de San Diego por Ben Johnson y Jon Adkins. Unos días más tarde, envió a los relevistas Henry Owens y Matt Lindstrom a los Marlins de Florida por los zurdos Jason Vargas y Adam Bostick. Al mes siguiente, cambió al abridor Brian Bannister a los Reales de Kansas City por Ambiorix Burgos. Los lanzadores jóvenes canjeados por Minaya, sobre todo Bell y Lindstrom, prosperaron con sus nuevos equipos, en general de los Mets perdieron más con este canje.
La mayor adquisición de Minaya llegó el 29 de enero de 2008, cuando llegó a un acuerdo tentativo con los Mellizos de Minnesota para enviar Carlos Gómez, Philip Humber, Kevin Mulvey y Deolis Guerra a los Mellizos por el lanzador venezolano Johan Santana. El canje se hizo oficial después de que Santana firmó una extensión de contrato y pasó un examen físico. El 2 de junio de 2009, estos cuatro jugadores tuvieron poco o ningún efecto en la organización de los Mellizos a excepción de Gómez. La próxima temporada Omar necesitó reforzar el bullpen. El 9 de diciembre, Minaya amarró al cerrador Francisco Rodríguez con un contrato de tres años. Rodríguez venía de una marca en las mayores de 62 salvamentos en la temporada 2008. Tres días más tarde, Minaya adquirió a JJ Putz de los Marineros en un acuerdo de tres equipos. El 5 de enero de 2010, Minaya firmó al jardinero Jason Bay con un acuerdo de cuatro años. Irónicamente, fue Minaya como gerente general de los Expos que canjeó a Bay a los Mets en 2002.
Fue despedido de la organización de los Mets de Nueva York el 4 de octubre de 2010, junto con la mánager Jerry Manuel. Desde su despido, a Minaya se le ha ofrecido un puesto como asistente especial del gerente general de los Diamondbacks de Arizona Kevin Towers. También ha hablado con el actual gerente general de los Mets Sandy Alderson acerca de tomar una posición en la oficina principal del equipo.

### Despido de Willie Randolph
Omar Minaya fue objeto de intenso escrutinio y de la crítica de muchos medios de comunicación de Nueva York por su manera de gestionar el despido de Willie Randolph como mánager de los Mets. Muchos miembros de los medios de comunicación y los fanáticos criticaron el momento de la decisión, un día en un viaje de carretera a la costa oeste, algunos se refieren al episodio de esa noche como Mets "Midnight Massacre" (la masacre de medianoche de los Mets). Despidió a Randolph en su habitación del hotel en California después de que Randolph terminara la dirigencia del primer juego de la serie de los Mets con los Angelinos de Anaheim, juego que ganaron, 9-6. Minaya también despidió al entrenador de pitcheo Rick Peterson y al entrenador de primera base Tom Nieto. Randolph fue destituido de su cargo sin presencia de medios y la decisión  salió a la luz a través de un comunicado de prensa de Minaya a las 3:12 a. m. EST (12:12 a. m. hora del Pacífico) y, como tal, muchos de los miembros del equipo de los Mets no sabían que esto había ocurrido y , al ser informado (no por la gerencia de los Mets, sino por el equipo de reporteros y varios comentaristas) expresaron su consternación por el suceso. El trabajo de Randolph en los Mets estaba tambaleando dos o tres semanas antes del despido. Jerry Manuel, el entrenador de banca de Randolph, fue nombrado mánager interino de los Mets. Los entrenadores Ken Oberkfell (nuevo entrenador de primera base), Dan Warthen (nuevo entrenador de pitcheo), y Luis Aguayo (nuevo entrenador de tercera base) también se unieron al equipo después de esta decisión (Sandy Alomar, Sr. se convirtió en el entrenador de banca). Durante su conferencia de prensa 17:00 CEST desde California, Minaya confirmó que Manuel se mantendría como el mánager de  los Mets durante el resto de la temporada 2008. El 3 de octubre de 2008, se informó que Manuel había llegado a un acuerdo de dos años para seguir siendo mánager de los Mets, con una opción del equipo para un tercer año.

### Despido de Tony Bernazard
El 27 de julio de 2009, la organización de los Mets emitió un comunicado anunciando el despido del Vicepresidente de Desarrollo Tony Bernazard por Minaya diciendo: "hablé con Tony [Bernazard] esta  mañana y le informé de mi decisión de rescindir su contrato con los Mets", confirmando un informe anterior. En la conferencia de prensa anunciando el despido, Minaya  enojado puso en tela de juicio la exactitud de los informes de noticias anteriores, alegando que el reportero de Daily News Adam Rubin, quien inicialmente reveló la noticia sobre Bernazard retando a los jugadores de Binghamton Mets a una pelea, estuvo enfocado en una posición en la organización de los Mets. Esto condujo a un acalorado intercambio de palabras entre los dos, con Rubin llamando Minaya "despreciable". Poco después de la conferencia de prensa, Minaya dijo que él estaba siguiendo de cerca los comentarios de Rubin, pero reconoció que "no era el foro adecuado para plantear estos asuntos." Dos días más tarde, Minaya se disculpó  personalmente con Rubin por sus comentarios.

### San Diego Padres
El 2 de diciembre de 2011, Minaya fue contratado por los Padres de San Diego como su Vicepresidente de Operaciones.

## Fitness Council
El 6 de enero de 2009, el expresidente George W. Bush nombró al gerente general de los Mets, Omar Minaya en una posición en su Council on Physical Fitness and Sports (Consejo de Actividad Física y Deportes). El término de Minaya en este cargo tuvo una duración de 16 meses.